# Serena (jeu vidéo)
Pour les articles homonymes, voir Serena (homonymie).
Serena (parfois appelé Waiting for Serena) est un jeu vidéo d'aventure en pointer-et-cliquer créé par Agustin Cordes et édité par Senscape, sorti en 2014 sur Windows, Mac OS et Linux.

## Accueil
- Canard PC : 7/10[1]